# ランチア・イプシロン
イプシロン（Y、Ypsilon）は、イタリアの自動車製造会社ランチアが製造しているハッチバック型の乗用車（コンパクトカー）である。

## 初代 Y（1994年-2002年）

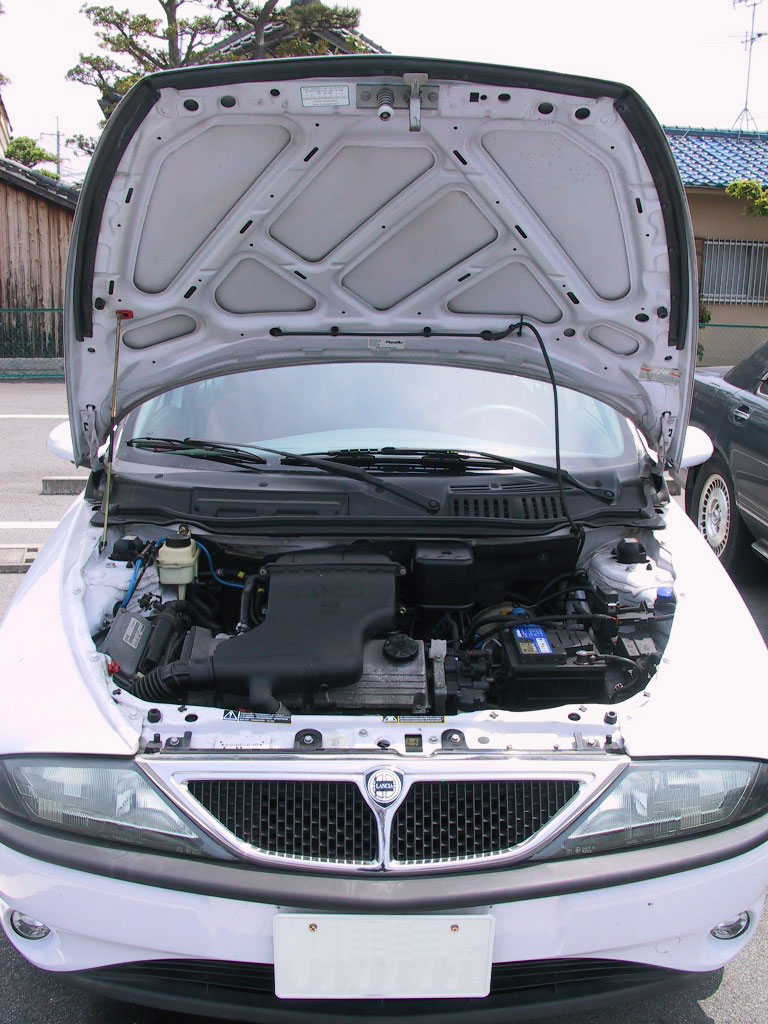
初代イプシロン・エンジンルーム

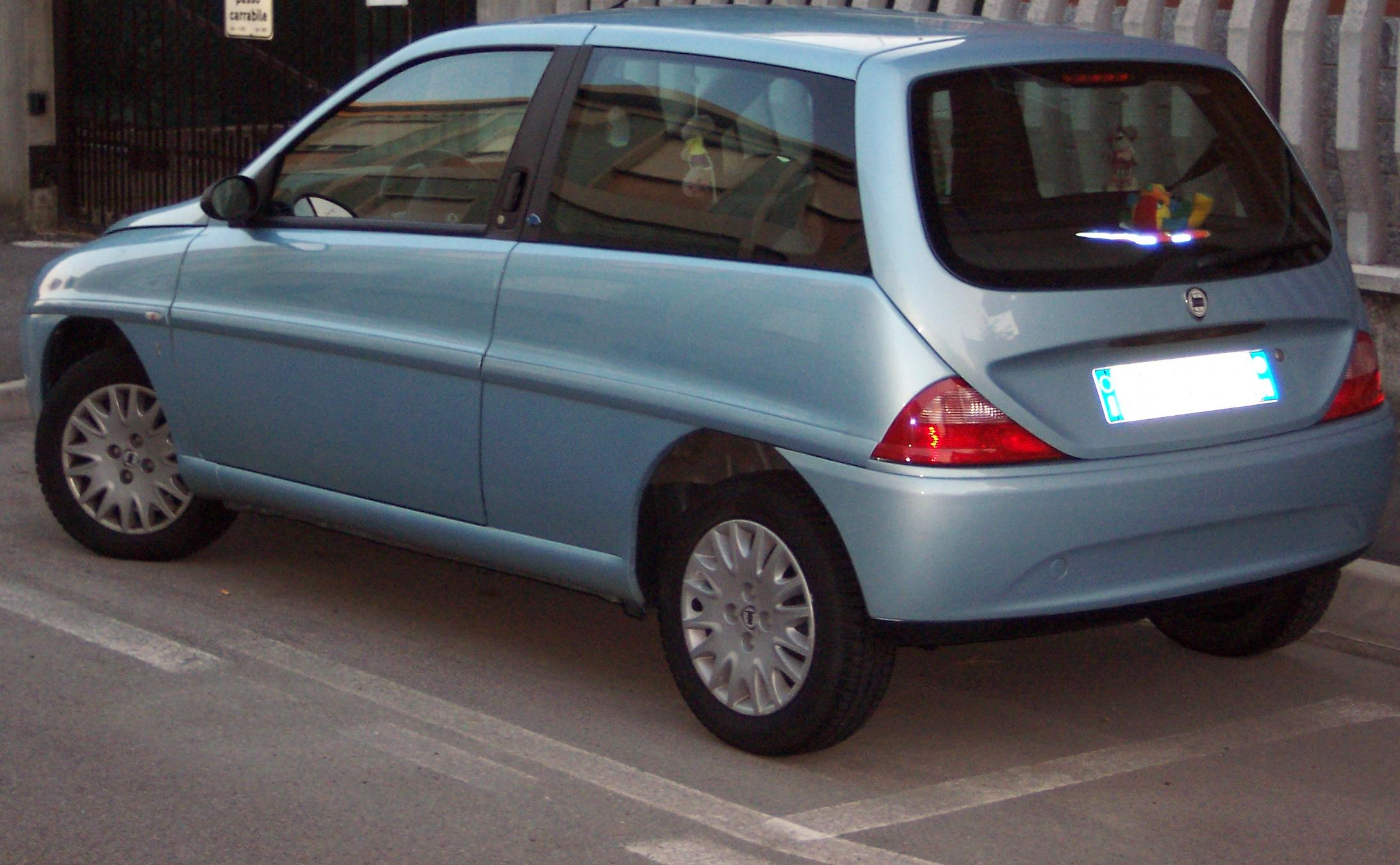
マイナーチェンジ後のリアビュー

アウトビアンキ・Y10に代わるスモールモデルとして1994年にデビューした。車名にギリシャ文字を用いるランチアの伝統に則り、Yは「イプシロン」と発音する。
ボディデザインを担当したのは、ピニンファリーナ出身でこの時期ランチアのチェントロスティーレ（デザインセンター）を率いていたエンリコ・フミアである。フィアット・プントのプラットフォームを短縮して使用したボディは、アプリリアなどの伝統的なランチアのエッセンスを巧みに生かしつつ、極めて現代的で冒険的なスタイリングであった。また、フミアによる初期のスケッチからほとんど変わらないデザインで量産化されたことも特筆される。
インテリアデザインは、アメリカ出身のデザイナー、グレッグ・ブリューが手がけたものである。センターメーターに代表される奇抜なレイアウトは、その恩恵で運転席まわりの物入れが増えるなど清新なアイデアとセンスに溢れるものであった。
最大のセールスポイントは、そのスタイリングと12色の標準カラーに100色まで及ぶオプションカラーで構成される「カレイドス」と呼ばれるカラーバリエーションであった。インテリアのアルカンターラ（人工スウェード）や本革のトリム/カラーと合わせて、膨大な選択肢から自分好みのイプシロンを選ぶことができ、さらにカレイドスから好みの色を選ぶと、注文から2週間以内に実車と同じ色に塗りあげたテッセラと呼ばれるレリーフがお客の手元に届き、選んだ色の具合をじっくり確認できるというユニークな販売方法を採っていた。デビュー早々から大ヒットを収め、イタリアンデザインの健在振りを世界にアピールした。
ランチアがイプシロンで提案したコンパクトカーの新たな商品価値は、トヨタ・ヴィッツ、日産・マーチなどに代表される日本のコンパクトカーにも大きな影響を与えた。具体的には外装色のカラーバリエーションが多く用意されるようになったり、デザインコンシャスな嗜好を強く打ち出すなど、従前は「経済性」もしくは「ホットハッチ」の2軸で評価されがちであったコンパクトカーに、新たな方向性を示したといえる。
駆動方式は前輪駆動（FF）。エンジンはフィアット製の直4ファイアエンジンを横置き搭載し、排気量は1.1L SOHC、1.2L SOHC、1.4L SOHC（12バルブ）が用意された。1.2L SOHCではCVTや6速MTも選択できた。後にスポーツグレード「エレファンティーノ・ロッソ」がラインナップに加わるとともに、1996年には1.2L DOHC（16バルブ）が追加されている。それに伴いラグジュアリーグレードであった「LX」のエンジンも、1.4LからDOHC16バルブに変更された。
途中バンパーやサイドモールの形状が変わるなど大幅な変更を経て、2002年に2代目が出るまで製造された。

### 主要諸元
- 寸法/重量
  - 全長×全幅×全高：3,723×1,690×1,435mm
  - ホイールベース：2,380mm
- エンジン(1.2L)
  - 形式：直列4気筒
  - 総排気量：1,242cc
  - 最大出力：44kW(60PS)/5,500rpm
  - 最大トルク：98Nm/3,000rpm
- エンジン(1.4L)
  - 形式：直列4気筒
  - 総排気量：1,370cc
  - 最大出力：59kW(80PS)/6,000rpm
  - 最大トルク：112Nm/3,250rpm
- 駆動系統 
  - トランスミッション：5MT/6MT/CVT
  - 駆動方式：FF

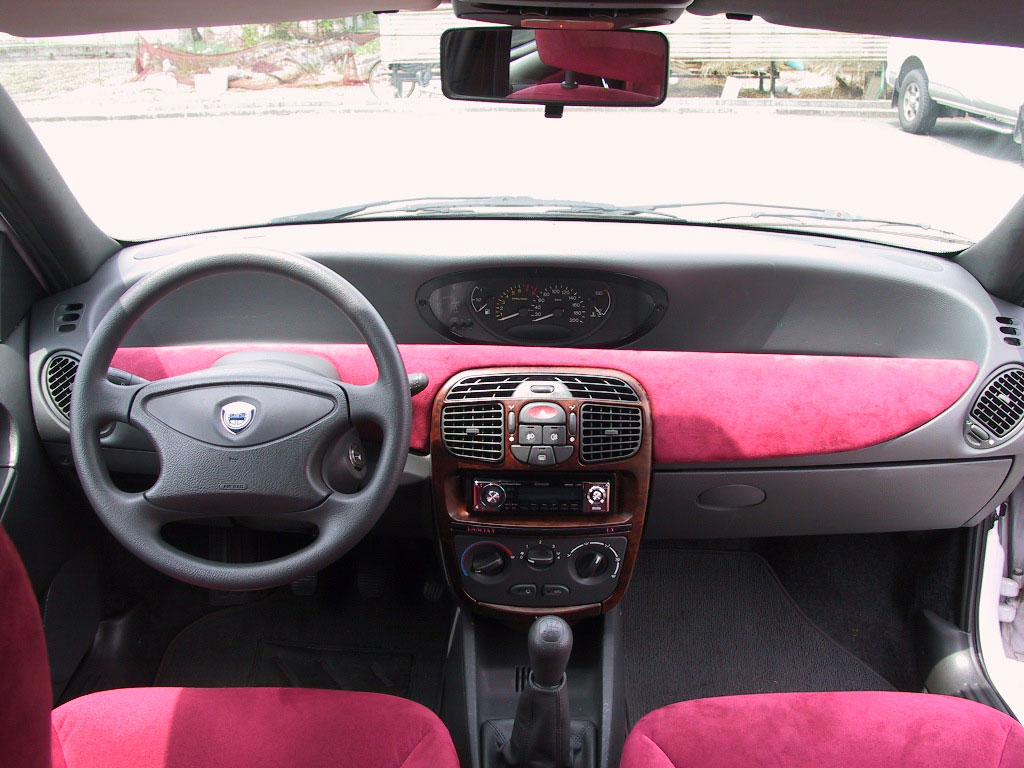
インテリア
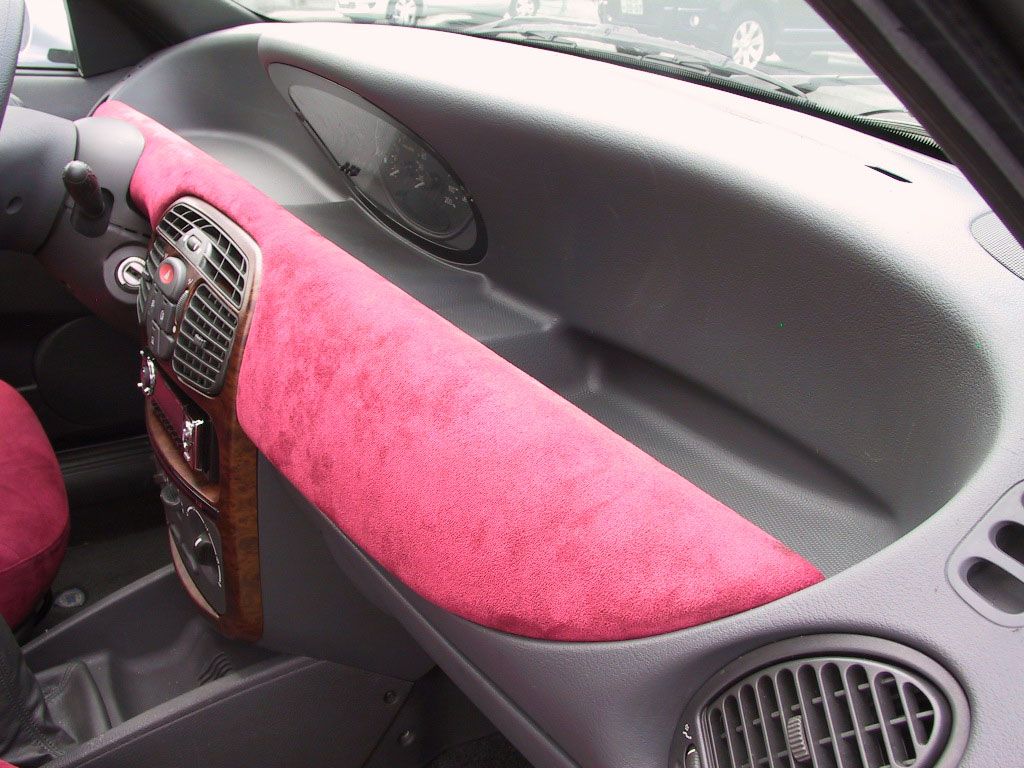
ダッシュボード上の物置
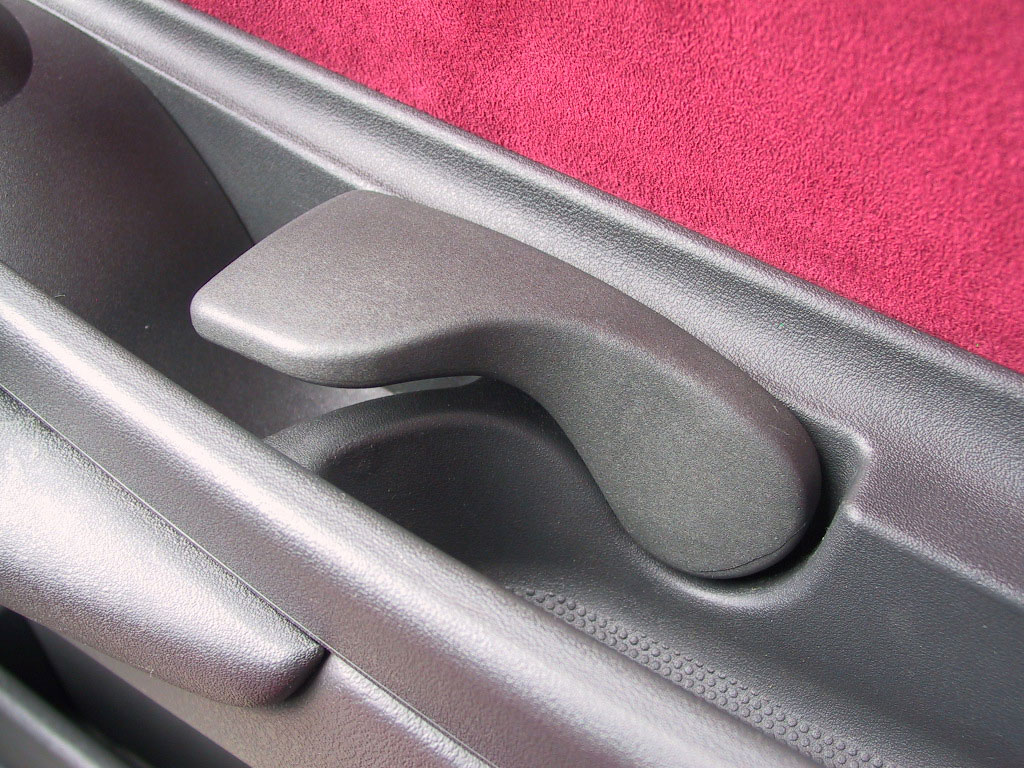
ドアレバー通常位置
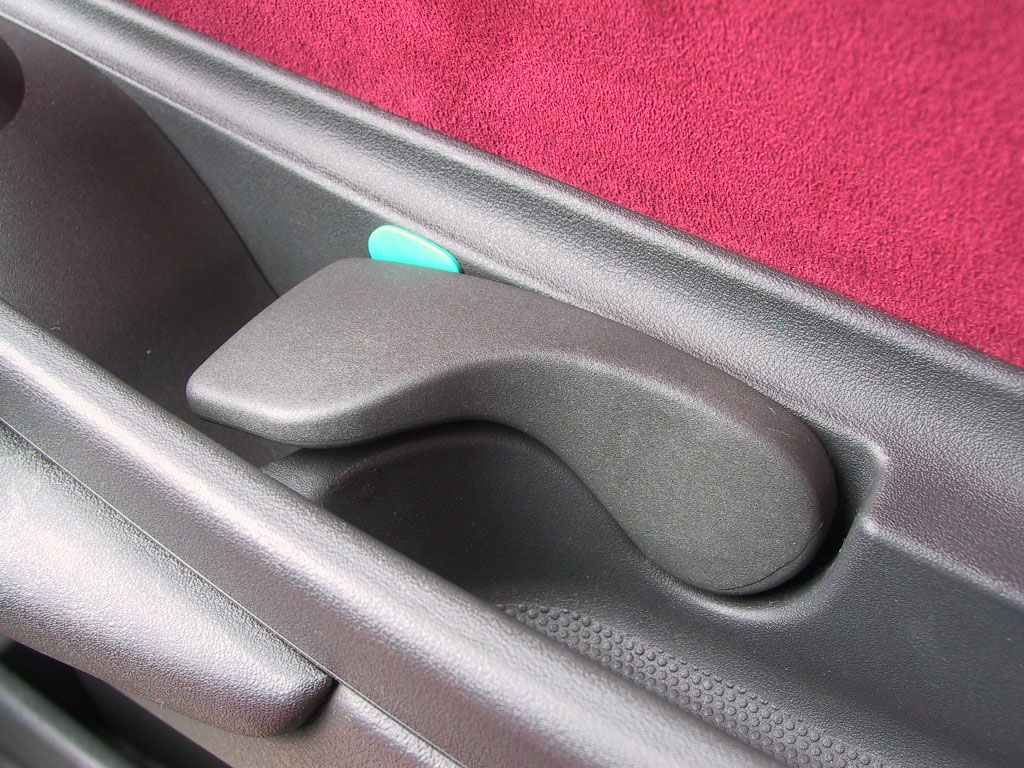
ドアレバーロック位置

## 2代目 Ypsilon（2002年-2011年）
2002年にフルモデルチェンジされ、車名もYpsilonとなった。ベースシャシーはフィアット・プントのそれをショートホイールベース化したものが用いられている。ボディタイプは先代に引き続いて3ドアのみ。また、全幅は1.7mをわずかに超えて3ナンバーサイズとなる。
トランスミッションは5速MTと2ペダルMTのD.F.N.（Dolce Far Niente :ドルチェ ファール ニエンテ = 何もしなくても良い甘美さ）が用意されている。Aピラー、屋根、Cピラー、ハッチゲートとそれ以外のボンネット、サイドパネル、前後バンパーとを2トーンに塗り分けた、Bカラーが用意される。
EURO4対応のディーゼルターボエンジン「Multijet」が搭載されたモデルも輸入されている。
2006年にはフェイスリフトが行われ、バンパーや塗色、インテリアカラーなど内外装が一部変更された。左右独立で温度調整可能なオートエアコンが標準装備となった。また、標準搭載のオーディオがMP3対応タイプに変更された。

### 主要諸元
- 寸法/重量
  - 全長×全幅×全高：3,780×1,720×1,530mm
  - ホイールベース：2,388mm
  - 重量：1,140kg(1.4 16V) / 1,180kg(1.3 Multijet)
- エンジン(1.4 16V)
  - 形式：直列4気筒
  - 総排気量：1,368cc
  - 最大出力：70kW(95PS)/5,800rpm
  - 最大トルク：128Nm(13.0mkg)/4,500rpm
  - パワーウエイトレシオ：12.00kg/PS
- エンジン(1.3 ディーゼルターボ "Multijet")
  - 形式：直列4気筒
  - 総排気量：1,248cc
  - 最大出力：66kW(90PS)/4,000rpm
  - 最大トルク：200Nm(20.4mkg)/1,750rpm
  - パワーウエイトレシオ：13.11kg/PS
- 駆動系統 
  - トランスミッション：5速セミAT(D.F.N) / 6MT(1.4 16V後期) / 5MT(1.4 16V前期、1.3 Multijet)
  - 駆動方式：FF

### グレード

#### ガソリンエンジン
- Ypsilon 1.4 16V B-Colore（250.0万円）
- Ypsilon 1.4 16V B-Colore D.F.N（260.0万円）
- Ypsilon 1.4 16V（240.0万円）
- Ypsilon 1.4 16V D.F.N（250.0万円）

#### ディーゼルエンジン
- Ypsilon 1.3 Multijet B-Colore（265.0万円）
- Ypsilon 1.3 Multijet B-Colore D.F.N（275.0万円）
- Ypsilon 1.3 Multijet（255.0万円）
- Ypsilon 1.3 Multijet D.F.N（265.0万円）

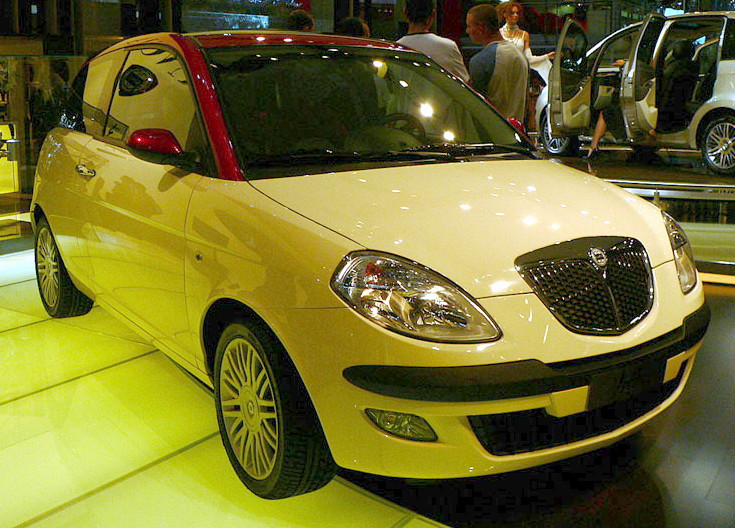
2代目イプシロン B-Colore
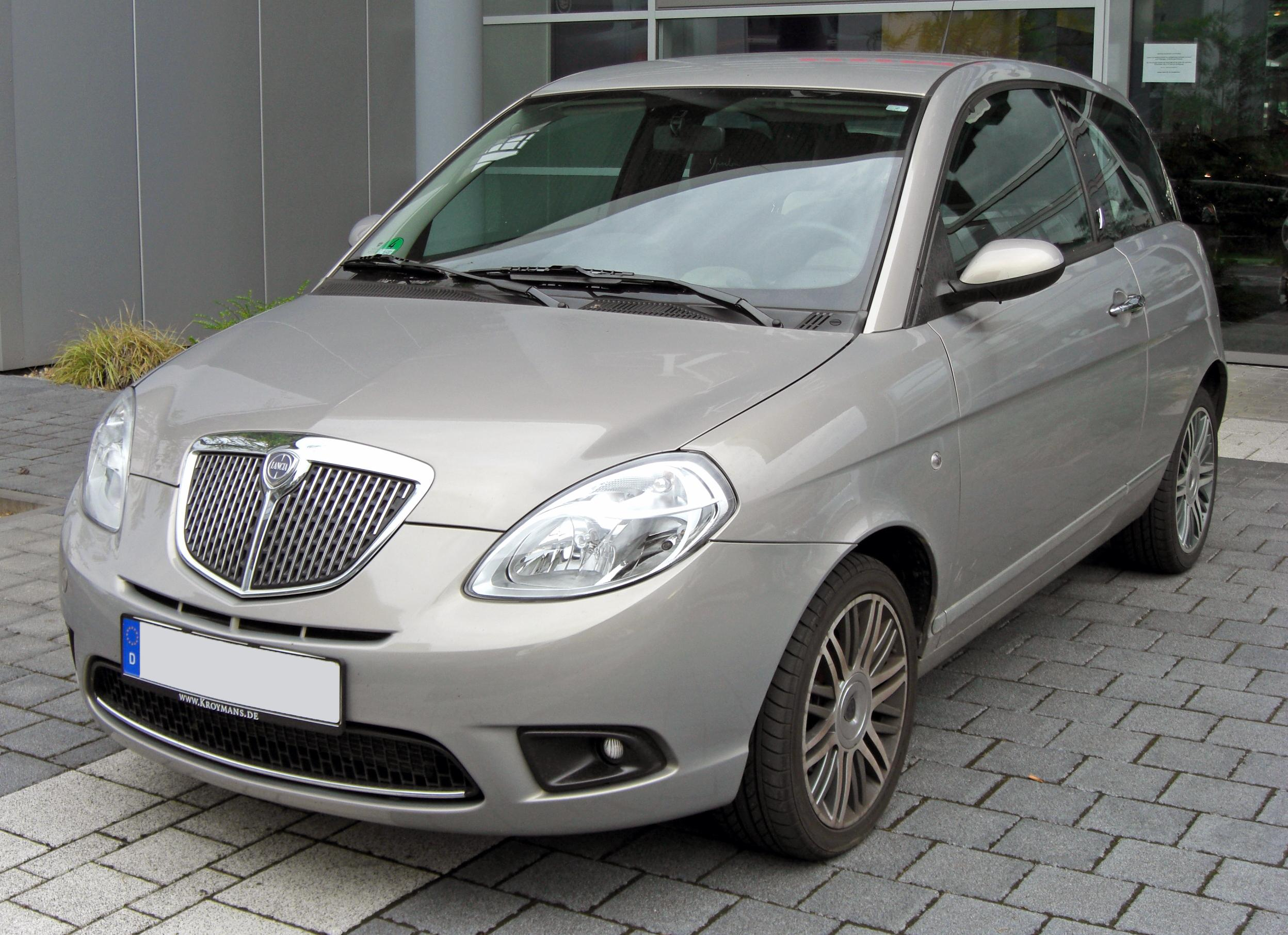
2代目イプシロン後期型（フロント）
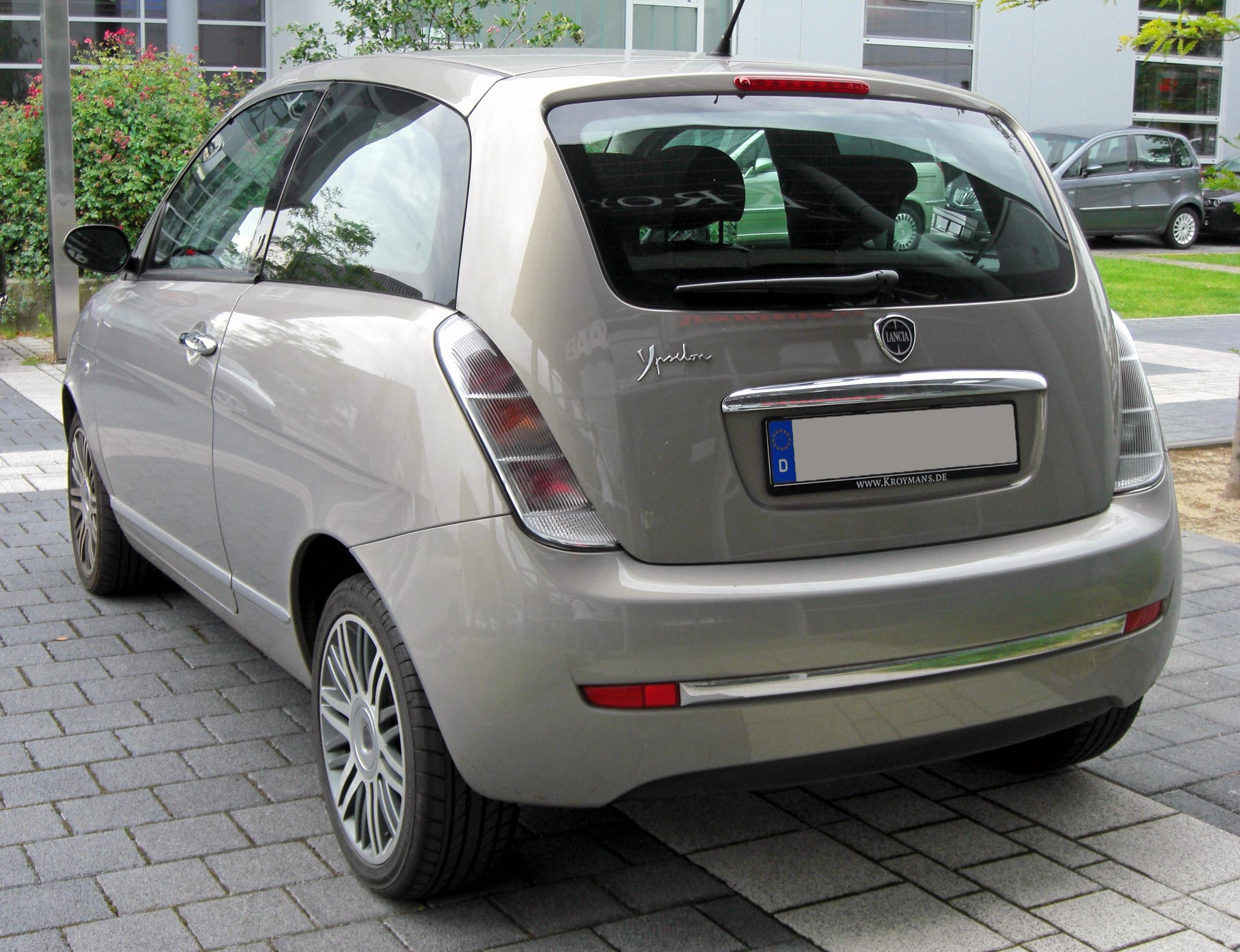
2代目イプシロン後期型（リア）

## 3代目 Ypsilon（2011年-2025年）
2011年3月のジュネーヴ・モーターショーにて正式発表。ボディタイプは従来の3ドアから5ドアに変更されただけでなく、デルタを小型化したようなスタイリングとなり、更にBセグメントクラスからAセグメントクラスのコンパクトカーに変更された。また、ランチアの親会社フィアットとクライスラーの統合に伴い、ファミリーグリルもクライスラー風のデザインに改められた。プラットフォームはフィアット・500のものをベースにホイールベースを延長したものが使用され、全幅は1,675mmとなり5ナンバーサイズとなっている。3代目イプシロンの製造はフィアット・500と同じポーランドのティヒ工場に移転され、先代の製造拠点であったテルミニ・イメレーゼ工場は2011年11月24日に閉鎖された。
エンジンは直4 1.2L SOHC8バルブ FIRE、1.2L SOHC8バルブ バイフューエル（ガソリンとLPG）、直2 0.9L SOHC8バルブ ツインエア、直4 1.3L SOHC16バルブ Multijetディーゼルの4種類がラインナップされ、いずれもアイドリングストップシステムが標準装備となる。
2011年9月、イギリス及びアイルランドでクライスラー・イプシロンが発売開始された。ランチアはイギリス市場から撤退していたため、同国ではクライスラーブランドで販売される。なお、クライスラーの本国であるアメリカには導入されない。
2012年11月15日、フィアットクライスラージャパンが日本市場向けの「クライスラー・イプシロン」を発表。同年12月15日からクライスラー正規販売網で発売を開始した。日本仕様は0.9L直列2気筒のツインエアに「デュアルファンクション」と呼ばれるAMTの組合せのみ。グレードは「ゴールド」と「プラチナ」の2種で、価格はそれぞれ235万円/260万円。後者にはバイキセノンヘッドランプや本皮革シート、16インチアルミホイールなどが備わる。なお、日本仕様は後席中央のヘッドレストと3点式シートベルトを追加したことで法規上5人乗りとなり（ランチア版は4人乗り）、登録上の形状はステーションワゴン扱いとなる。少数輸入枠による正規輸入車で、全車持ち込み登録であった。
2014年に日本での販売が終了したが、後継モデルとしてフィアット・500Xとジープ・レネゲードが導入された。
その後2015年にフェイスリフトモデルが発表されたが、イタリア国外での販売が終了し、イタリアでもランチアブランドの車種が削減されたことで、唯一のランチアブランド車種となった。以降、低金利セールや特別仕様モデルの追加で販売が続けられ、レンタカー需要等で好調なセールスを持続した。
2020年3月、マイナーチェンジが行われた。「エコチック」のサブモデル名がつき、1.0LのFIREエンジンと12Vバッテリーを組み合わせたマイルドハイブリッド、1.2Lバイフューエル（ガソリンとLPG）、0.9LCNGの3種類のエンジンとなる。2021年2月フェイスリフトおよび小改良が行なわれ、全車Euro 6d-Final規制に対応した。

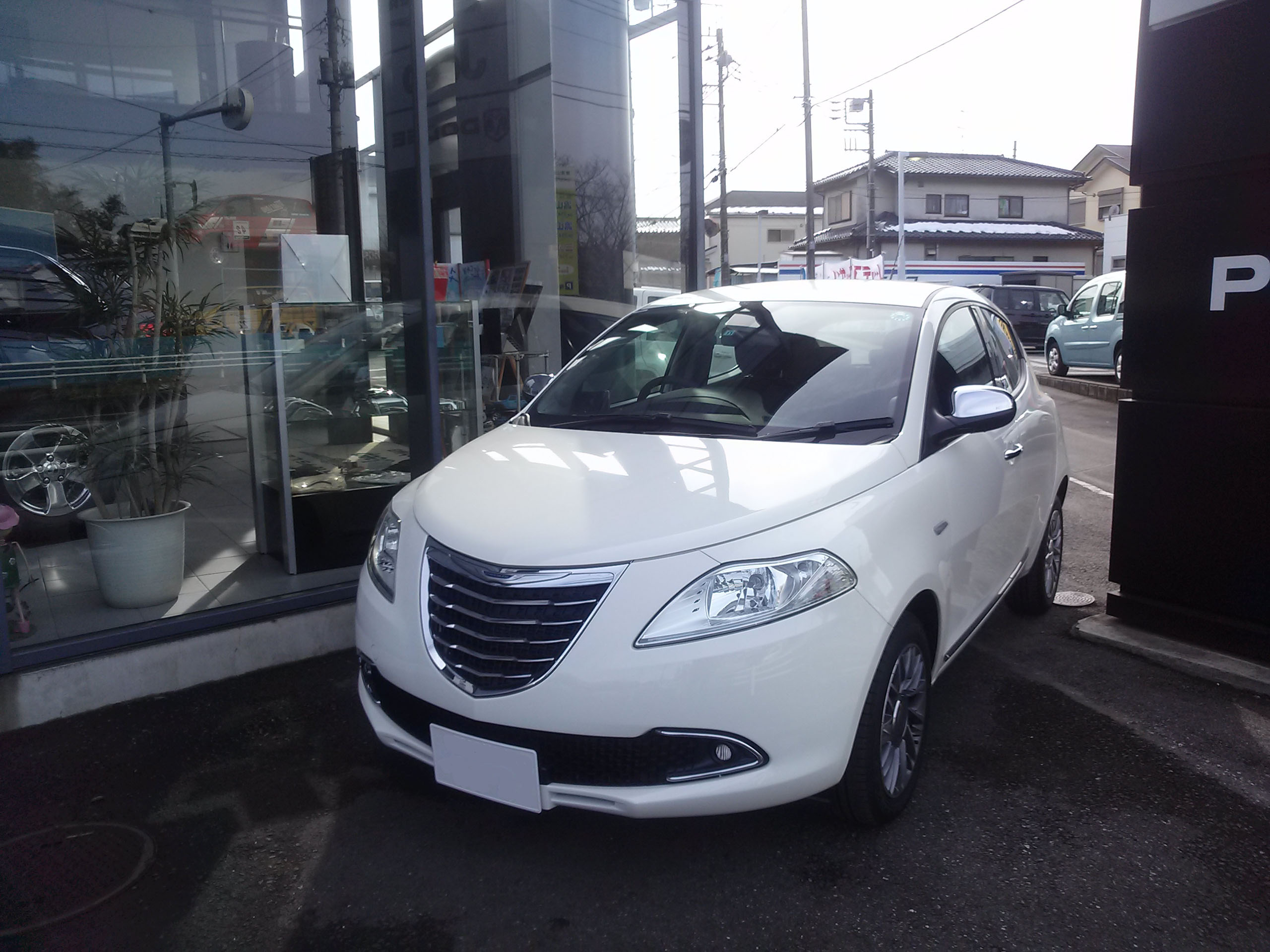
クライスラー・イプシロン日本仕様（フロント）
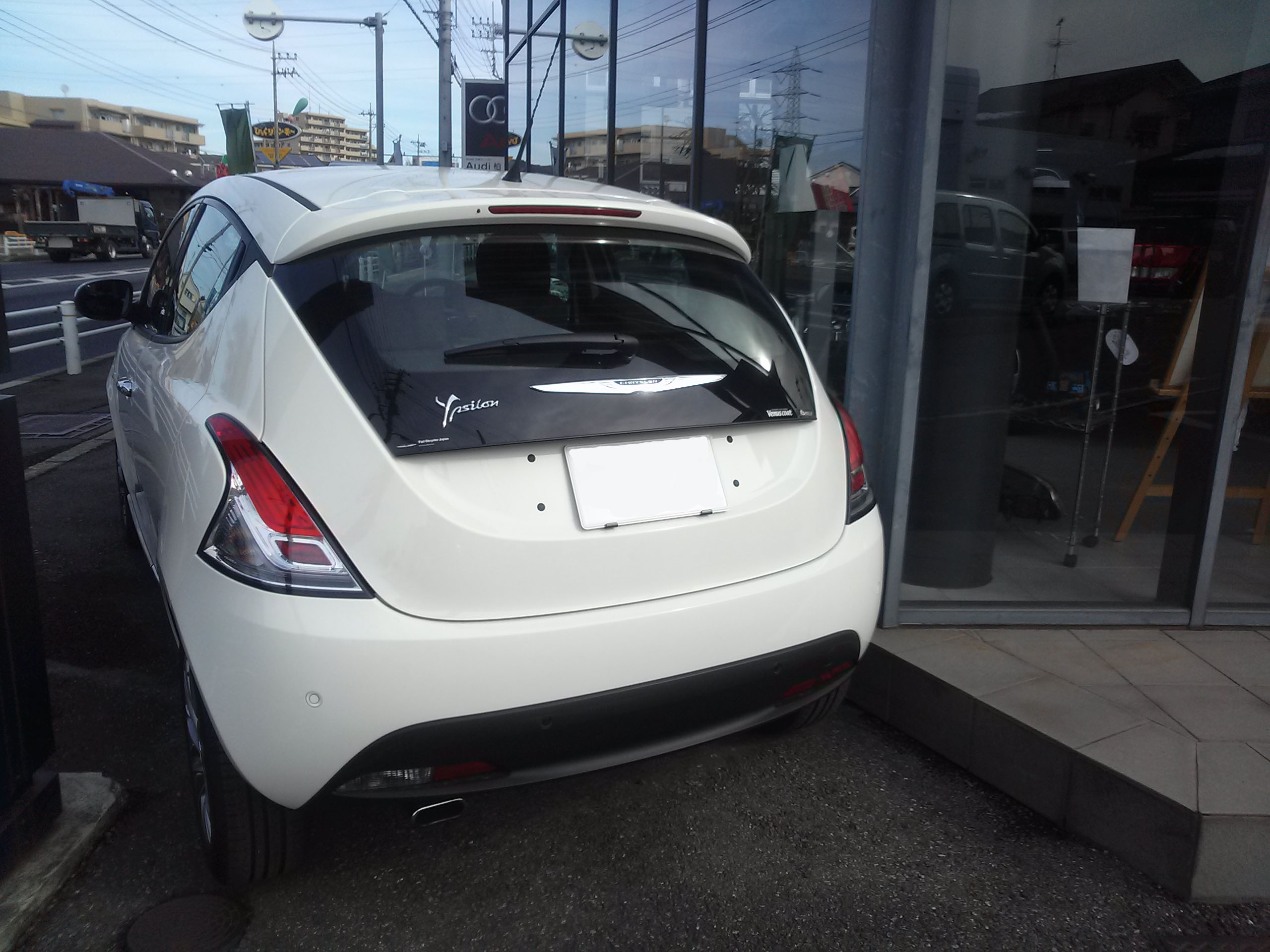
クライスラー・イプシロン日本仕様（リア）

## 4代目 Ypsilon（2024年- ）
2024年2月14日正式発表。13年ぶりのフルモデルチェンジであり、ステランティス傘下になってからの新生ランチアをアピールすべく、ミラノにてワールドプレミアの形で発表された。
本代はランチア初のBEVとして開発され、115kW（156ps）/260Nmの電動パワーユニットと容量51kWhのバッテリーを、グループPSAのコモンアーキテクチャー「eCMP」に搭載する。そのためボディサイズは先代比で245mm長く、85mm広くなった。
ファーストエディションとして、ランチアの創業年にちなんだ1906台限定モデル「EDIZIONE LIMITATA CASSINA」をイタリア限定で発売した。BEVモデルから発売を開始し、同年3月、1.2L直列3気筒ガソリンエンジンと6速DCTに、48Vバッテリを組み合わせたマイルドハイブリッドモデルが追加された。
2024年7月、電動パワーユニットを240psに強化したスポーツラインのBEVモデル「HF」と、1.2L直列3気筒ターボを積んだ、ラリー4カテゴリー競技用のモデル「イプシロン・ラリー4 HF」を発表。同時に、ラリー界への正式復帰を宣言する。
2025年5月、「HF」モデルを発売開始。先に発表されたハイパフォーマンスBEV版のほかに、スポーティラインの「HF-Line」をBEV版とマイルドハイブリッド版で加えてラインナップする。同年7月、ラリー4 HFをベースにエントリークラスであるラリー6カテゴリーに対応させた競技用モデル「イプシロン・HFレーシング」を発表。